# No son horas
No son horas es un programa radiofónico de la emisora española Onda Cero, que se emite de lunes a viernes de cuatro a seis de la madrugada. Estaba presentado en sus inicios por José Luis Salas y Sergio Fernández Meléndez, El Monaguillo. Actualmente, el segundo cuenta con espacio propio, por lo que desde septiembre de 2008 continúa en antena, primero con la conducción principal de José Luis Salas y desde 2023 de Gemma Ruiz.

## Modus Vivendi
El 1 de septiembre de 2008, Onda Cero puso en antena un nuevo programa presentado por El Monaguillo llamado La Parroquia de El Monaguillo. En septiembre de 2008, la dirección de Onda Cero canceló el espacio A ver si te atreves de Luján Argüelles y colocando en su lugar el programa de El Monaguillo, siguiendo así No son horas en antena, presentado por José Luis Salas.
José Luis Salas abarcaba en su espacio una temática amplia: desde el mundo del cine y el DVD hasta las curiosidades de internet, pasando por los viajes y anécdotas más increíbles de las figuras del pop y el rock. Se dedica un especial homenaje a las peores canciones de la historia, como también se realizan entrevistas a los trabajadores de la noche, bajo el encabezamiento de Contamos contigo.
Desde finales de 2023, el programa es presentado por Gemma Ruiz con diversos colaboradores para las diferentes secciones, como Isa Blanco (cine y series), Carlos Padilla (redes sociales y efemérides), Juan Gómez (misterio), Eva Gálvez (sexo), Raúl Shogun (cómics) o Álvaro Lodares (política). Además cuenta con la participación de los radioyentes mediante encuestas.

## Secciones
Algunas de las secciones que aparecen en el programa son:
- La Resaca: repaso de los titulares de las noticias de Antena 3, a los que se añaden efectos y frases, muchas de ellas pronunciadas por el humorista Chiquito de la Calzada.

- El panaero peliculero: el panaero Carlos Montes describe la sinopsis (que él llama simbiosis) de películas.

- María Meteorología: Julie Thomasoro repasa todo el tiempo con un vocabulario peculiar, también en clave humorística.

- La cara de por detrás del deporte: sección que repasa la actualidad deportiva.

- Teclea o revienta: J. F. León ofrece los detalles más curiosos de la red.

- Participación: los oyentes participan llamando por teléfono, enviando mensajes SMS o correo electrónico